# فهرست بازیکنان لیگ برتر فوتبال انگلستان با بیش از ۱۰۰ گل
فهرست بازیکنان لیگ برتر فوتبال انگلستان با بیش از ۱۰۰ گل (انگلیسی: List of footballers with 100 or more Premier League goals) به شرح ذیل می باشد.

## بازیکنان
| Rank                           | Player             | Premier League club(s) | National team                    | Goals | Played | Ratio |
| ------------------------------ | ------------------ | --- | -------------------------------- | ----- | ------ | ----- |
| ۱                              | آلن شیرر           | باشگاه فوتبال بلکبرن روورز, باشگاه فوتبال نیوکاسل یونایتد | تیم ملی فوتبال انگلستان          | ۲۶۰   | ۴۴۱    | ۰٫۵۹  |
| ۲                              | وین رونی           | باشگاه فوتبال اورتون, باشگاه فوتبال منچستر یونایتد | تیم ملی فوتبال انگلستان          | ۲۰۸   | ۴۹۴    | ۰٫۴۲  |
| ۳                              | اندی کول           | باشگاه فوتبال نیوکاسل یونایتد, باشگاه فوتبال منچستر یونایتد, باشگاه فوتبال بلکبرن روورز, باشگاه فوتبال فولام, باشگاه فوتبال منچستر سیتی, باشگاه فوتبال پورتسموث                   | تیم ملی فوتبال انگلستان          | ۱۸۷   | ۴۱۴    | ۰٫۴۵  |
| ۴                              | فرانک لمپارد       | باشگاه فوتبال وستهام یونایتد, باشگاه فوتبال چلسی, باشگاه فوتبال منچستر سیتی | تیم ملی فوتبال انگلستان          | ۱۷۷   | ۶۰۹    | ۰٫۲۹  |
| ۵                              | تیری هانری         | باشگاه فوتبال آرسنال | تیم ملی فوتبال فرانسه            | ۱۷۵   | ۲۵۸    | ۰٫۶۸  |
| ۶                              | سرخیو آگوئرو       | باشگاه فوتبال منچستر سیتی | تیم ملی فوتبال آرژانتین          | ۱۶۴   | ۲۳۹    | ۰٫۶۹  |
| ۷                              | رابی فاولر         | باشگاه فوتبال لیورپول, باشگاه فوتبال لیدز یونایتد, باشگاه فوتبال منچستر سیتی, باشگاه فوتبال بلکبرن روورز                                                                          | تیم ملی فوتبال انگلستان          | ۱۶۳   | ۳۷۹    | ۰٫۴۳  |
| ۸                              | جرمین دفو          | باشگاه فوتبال وستهام یونایتد, باشگاه فوتبال پورتسموث, باشگاه فوتبال تاتنهام هاتسپر, باشگاه فوتبال ساندرلند, باشگاه فوتبال ای‌اف‌سی بورنموث                                          | تیم ملی فوتبال انگلستان          | 162   | ۴۹۶    | ۰٫۳۳  |
| ۹                              | مایکل اوون         | باشگاه فوتبال لیورپول, باشگاه فوتبال نیوکاسل یونایتد, باشگاه فوتبال منچستر یونایتد, باشگاه فوتبال استوک سیتی                                                                      | تیم ملی فوتبال انگلستان          | ۱۵۰   | ۳۲۶    | ۰٫۴۶  |
| ۱۰                             | لس فردیناند        | باشگاه فوتبال کویینز پارک رنجرز, باشگاه فوتبال نیوکاسل یونایتد, باشگاه فوتبال تاتنهام هاتسپر, باشگاه فوتبال وستهام یونایتد, باشگاه فوتبال لستر سیتی, باشگاه فوتبال بولتون واندررز | تیم ملی فوتبال انگلستان          | ۱۴۹   | ۳۵۱    | ۰٫۴۲  |
| ۱۱                             | تدی شرینگهام       | باشگاه فوتبال ناتینگهام فارست, باشگاه فوتبال تاتنهام هاتسپر, باشگاه فوتبال منچستر یونایتد, باشگاه فوتبال پورتسموث, باشگاه فوتبال وستهام یونایتد                                   | تیم ملی فوتبال انگلستان          | ۱۴۶   | ۴۱۸    | ۰٫۳۵  |
| ۱۲                             | رابین ون پرسی      | باشگاه فوتبال آرسنال, باشگاه فوتبال منچستر یونایتد | تیم ملی فوتبال هلند              | ۱۴۴   | ۲۸۰    | ۰٫۵۱  |
| ۱۳                             | جیمی فلوید هاسلبنک | باشگاه فوتبال لیدز یونایتد, باشگاه فوتبال چلسی, باشگاه فوتبال میدلزبرو, باشگاه فوتبال چارلتون اتلتیک                                                                              | تیم ملی فوتبال هلند              | ۱۲۷   | ۲۸۸    | ۰٫۴۴  |
| ۱۴                             | رابی کین           | باشگاه فوتبال کاونتری سیتی, باشگاه فوتبال لیدز یونایتد, باشگاه فوتبال تاتنهام هاتسپر, باشگاه فوتبال لیورپول, باشگاه فوتبال وستهام یونایتد, باشگاه فوتبال استون ویلا               | تیم ملی فوتبال جمهوری ایرلند     | ۱۲۶   | ۳۴۹    | ۰٫۳۶  |
| ۱۵                             | هری کین            | باشگاه فوتبال تاتنهام هاتسپر, باشگاه فوتبال نوریچ سیتی | تیم ملی فوتبال انگلستان          | ۱۲۵   | ۱۸۱    | ۰٫۶۹  |
| ۱۵                             | نیکلاس آنلکا       | باشگاه فوتبال آرسنال, باشگاه فوتبال لیورپول, باشگاه فوتبال منچستر سیتی, باشگاه فوتبال بولتون واندررز, باشگاه فوتبال چلسی, باشگاه فوتبال وست برومویچ آلبیون                        | تیم ملی فوتبال فرانسه            | ۱۲۵   | ۳۶۴    | ۰٫۳۴  |
| ۱۷                             | دوایت یورک         | باشگاه فوتبال استون ویلا, باشگاه فوتبال منچستر یونایتد, باشگاه فوتبال بلکبرن روورز, باشگاه فوتبال بیرمنگام سیتی, باشگاه فوتبال ساندرلند                                           | تیم ملی فوتبال ترینیداد و توباگو | ۱۲۳   | ۳۷۵    | ۰٫۳۳  |
| ۱۸                             | استیون جرارد       | باشگاه فوتبال لیورپول | تیم ملی فوتبال انگلستان          | ۱۲۰   | ۵۰۴    | ۰٫۲۴  |
| ۱۹                             | ایان رایت          | باشگاه فوتبال آرسنال, باشگاه فوتبال وستهام یونایتد | تیم ملی فوتبال انگلستان          | ۱۱۳   | ۲۱۳    | ۰٫۵۳  |
| ۱۹                             | روملو لوکاکو       | باشگاه فوتبال چلسی, باشگاه فوتبال وست برومویچ آلبیون, باشگاه فوتبال اورتون, باشگاه فوتبال منچستر یونایتد                                                                          | تیم ملی فوتبال بلژیک             | ۱۱۳   | ۲۵۲    | ۰٫۴۵  |
| ۲۱                             | دیون دابلین        | باشگاه فوتبال منچستر یونایتد, باشگاه فوتبال کاونتری سیتی, باشگاه فوتبال استون ویلا                                                                                                | تیم ملی فوتبال انگلستان          | ۱۱۱   | ۳۱۲    | ۰٫۳۶  |
| ۲۲                             | امیل هسکی          | باشگاه فوتبال لستر سیتی, باشگاه فوتبال لیورپول, باشگاه فوتبال بیرمنگام سیتی, باشگاه فوتبال ویگان اتلتیک, باشگاه فوتبال استون ویلا                                                 | تیم ملی فوتبال انگلستان          | ۱۱۰   | ۵۱۶    | ۰٫۲۱  |
| ۲۳                             | رایان گیگز         | باشگاه فوتبال منچستر یونایتد | تیم ملی فوتبال ولز               | ۱۰۹   | ۶۳۲    | ۰٫۱۷  |
| ۲۴                             | پیتر کراوچ         | باشگاه فوتبال استون ویلا, باشگاه فوتبال ساوت‌همپتون, باشگاه فوتبال لیورپول, باشگاه فوتبال پورتسموث, باشگاه فوتبال تاتنهام هاتسپر, باشگاه فوتبال استوک سیتی, باشگاه فوتبال برنلی    | تیم ملی فوتبال انگلستان          | ۱۰۸   | ۴۶۷    | ۰٫۲۳  |
| ۲۵                             | پل اسکولز          | باشگاه فوتبال منچستر یونایتد | تیم ملی فوتبال انگلستان          | ۱۰۷   | ۴۹۹    | ۰٫۲۱  |
| ۲۶                             | درن بنت            | باشگاه فوتبال ایپسویچ تاون, باشگاه فوتبال چارلتون اتلتیک, باشگاه فوتبال تاتنهام هاتسپر, باشگاه فوتبال ساندرلند, باشگاه فوتبال استون ویلا, باشگاه فوتبال فولام                     | تیم ملی فوتبال انگلستان          | ۱۰۶   | ۲۷۶    | ۰٫۳۸  |
| ۲۷                             | دیدیه دروگبا       | باشگاه فوتبال چلسی | تیم ملی فوتبال ساحل عاج          | ۱۰۴   | ۲۵۴    | ۰٫۴۱  |
| ۲۸                             | متیو لو تیسیه      | باشگاه فوتبال ساوت‌همپتون | تیم ملی فوتبال انگلستان          | ۱۰۰   | ۲۷۰    | ۰٫۳۷  |
| تا تاریخ ۱۴ May ۲۰۱۹. Sources: |                    | |                                  |       |        |       |